# Брехня
Слово брехня́ в украинском языке означает ложь. В современном русском этому слову придумывают другие смыслы — утверждения, не являющиеся прямой ложью (намеренной передачей неточной информации), но некорректные или недоказуемые. Нередко это понятие сводят с английским bullshit.
Брехня, в отличие от лжи, не требует знаний об истинном положении дел, но может сохранять связь с действительностью через стандартные логические конструкции (когда и логика утрачена, некоторые исследователи называют брехню «постправдой»).
Хотя оригинальное употребление носило чисто негативный характер, теперешнее значение является более широким и может подразумевать, например, искусство владения языком, фривольность и прочее. Глубокий анализ и толкование слово получило в статье Гарри Франкфурта «О брехне», где автор проводит разделение между такими понятиями, как ложь и брехня. Лжецом, согласно Франкфурту, является тот, кто знает правду и сознательно её скрывает, тогда как брешущий человек, «брехун», вообще не заинтересован в истине и лишь стремится достичь своих, порой корыстных, целей. В научной среде слово «bullshit» зачастую используется в связи с такими понятиями, как «псевдонаука» и «псевдофилософия».
Максим Ильяхов применительно к копирайтингу брехнёй называет утверждения, не содержащие фактов, которые можно доказать или опровергнуть. В книге «Пиши, сокращай» он приводит утверждения: «Генетики отбирают хлеб у полиции», «Все только и говорят, что об „Оскаре“». Как сторонник информационного стиля текста, он предлагает заменять брехню фактами: «Версальского вора нашли по ДНК», «Вся моя лента в соцсети заполнена шуточками об „Оскаре“».